# Trisomie 18
 Mise en garde médicale
Le syndrome d’Edwards, aussi appelé trisomie 18, est une anomalie chromosomique congénitale provoquée par la présence d'un chromosome surnuméraire pour la 18e paire. Ce syndrome malformatif entraîne la plupart du temps une mort précoce. Cela est moins systématique en cas de mosaïcisme. Cette maladie a été décrite par le généticien anglais John H. Edwards dans un article de 1960.

## Causes
La plupart des cas de trisomie 18 résultent de la présence de trois copies du chromosome 18 dans chaque cellule du corps au lieu des deux copies habituelles. Le matériel génétique supplémentaire perturbe le cours normal du développement, provoquant les traits caractéristiques de la trisomie 18.
Environ 5 % des personnes atteintes de trisomie 18 ont une copie supplémentaire du chromosome 18 dans seulement certaines cellules du corps. Chez ces personnes, la condition est appelée trisomie 18 en mosaïque. La gravité de la trisomie 18 en mosaïque dépend du type et du nombre de cellules qui ont le chromosome supplémentaire. Le développement des individus atteints de cette forme de trisomie 18 peut aller de normal à sévèrement affecté.
Très rarement, une partie du bras long (q) du chromosome 18 s'attache  à un autre chromosome lors de la formation des cellules reproductrices (ovules et spermatozoïdes) ou très tôt dans le développement embryonnaire. Les individus affectés ont deux copies du chromosome 18, plus le matériel supplémentaire du chromosome 18 attaché à un autre chromosome. Les personnes atteintes de ce changement génétique auraient une trisomie partielle 18. Si seulement une partie du bras q est présente en trois exemplaires, les signes physiques de la trisomie partielle 18 peuvent être moins graves que ceux généralement observés dans la trisomie 18. Si l'ensemble du bras q est présent en trois exemplaires, les individus peuvent être aussi gravement atteints que s'ils avaient trois exemplaires complets du chromosome 18.

## Mode de transmission
La plupart des cas de trisomie 18 ne sont pas héréditaires, mais se produisent comme des événements aléatoires lors de la formation des ovules et des spermatozoïdes. Une erreur dans la division cellulaire appelée non-disjonction entraîne une cellule reproductrice avec un nombre anormal de chromosomes. Par exemple, un ovule ou un spermatozoïde peut gagner une copie supplémentaire du chromosome 18. Si l'une de ces cellules reproductrices atypiques contribue à la constitution génétique d'un enfant, l'enfant aura un chromosome 18 supplémentaire dans chacune des cellules du corps. Cependant, comme en cas de trisomie 21, le chromosome supplémentaire est le plus souvent transmis par la mère et le facteur de risque identifié est l'âge de celle-ci, le risque augmentant notablement à partir de trente-cinq ans.
La trisomie 18 en mosaïque n'est pas non plus héritée comme une anomalie génétique héréditaire (notion souvent opposée, bien que de façon trop simple aussi, à celle d'anomalie au niveau chromosomique). Il se produit comme un événement aléatoire au cours de la division cellulaire au début du développement embryonnaire. En conséquence, certaines cellules du corps ont les deux copies habituelles du chromosome 18, et d'autres cellules ont trois copies de ce chromosome.
La trisomie partielle 18 peut être héréditaire seulement entre une personne non porteuse de naissance et son enfant. Une personne non affectée peut effectuer un réarrangement du matériel génétique entre le chromosome 18 et un autre chromosome. Ce réarrangement est appelé une translocation équilibrée car il n'y a pas de matériel supplémentaire provenant du chromosome 18. Bien qu'elles ne présentent pas de signes de trisomie 18, les personnes qui portent ce type de translocation équilibrée courent un risque accru d'avoir des enfants atteints de la maladie (partielle).

## Anomalies constatées
Les personnes atteintes de trisomie 18, en particulier complète libre, ont souvent une croissance lente avant la naissance (retard de croissance intra-utérin) et un faible poids à la naissance. Les personnes touchées peuvent avoir des malformations cardiaques et des anomalies d'autres organes qui se développent avant la naissance. Les autres caractéristiques de la trisomie 18 comprennent une petite tête de forme anormale, une petite mâchoire et une petite bouche, et les poings serrés avec les doigts qui se chevauchent. En raison de la présence de plusieurs problèmes médicaux potentiellement mortels, de nombreuses personnes atteintes de trisomie 18 meurent avant leur naissance ou au cours de leur premier mois. 5 à 10 % des enfants atteints de cette maladie vivent après leur première année, et ces enfants manifestent souvent une grave déficience intellectuelle.
Les enfants atteints ne survivent généralement au mieux que quelques semaines ou mois et pas au-delà de l'âge d'un an. Il y a quelques cas décrits de malades ayant survécu au moins jusqu’à l’âge de 19 ans. Cette trisomie est malgré tout plus rare, dès le stade de la conception, que la trisomie 21, qui est la plus fréquente et la plus viable des trisomies. Elle est, comme la trisomie 13, beaucoup plus grave que la trisomie 21, car une plus grande majorité des cas meurent in utero avant 6 mois. Cependant, les indicateurs de viabilité durable des 10 à 20 % de trisomiques 13 nés vivants restent infimes en comparaison, la trisomie 13 est plus rare dès les premiers stades et l'avortement spontané est plus fréquent, les malformations notamment faciales sont très différentes et beaucoup plus marquées, bien que la trisomie 13, qui est à la fois la plus rare des trisomies humaines et la plus fréquente des anomalies chromosomiques de très mauvais pronostic, ait quelques cas étudiés de survie à l'âge adulte, notamment lorsque le mosaïcisme atténue les signes. En moyenne, les filles vivent un peu plus longtemps et celles qui naissent vivent actuellement 10 mois, contre 3 mois pour les garçons.

## Incidence
Il s'agit d'une anomalie chromosomique rare affectant environ un individu sur 6 000,.

## Signes cliniques somatiques

### Dysmorphie craniofaciale
- Dolichocéphalie (occiput saillant et DIT court)
- Petite bouche, micrognathie
- Oreilles faunesques : pavillons peu ourlés, plats, pointus dans leur partie supérieure.

### Cou-Thorax-Abdomen
- Cou court
- Étroitesse du bassin.

### Membres
- Mains caractéristiques : poings fermés, index recouvre le médius, l'auriculaire recouvre l'annulaire
- Attitude du suppliant - pied en piolet.

### Malformations
- Cardiaques : CIV (Communication inter-ventriculaire), CA, CIA…
- Pulmonaires, gastro-intestinales, rénales...